# Psila-africana-dos-citrinos
A  Trioza erytreae, comummente conhecida como psila-africana-dos-citrinos ou simplesmente psila, é um inseto picador-sugador, hemíptero da família Triozidae.
É uma importante praga agrícola, causadora de danos graves nos citrinos. Originário da África subsariana, é um dos dois únicos vetores conhecidos da doença Huanglongbing também vulgarmente conhecida pelo seu nome em inglês, citrus greening disease, sendo o outro vetor o psilídeo de origem asiática Diaphorina citri. A doença, que tem origem na bactéria Candidatus Liberibacter africanus, causa o envelhecimento precoce das árvores de citrinos e a sua morte prematura. 
Contudo, mesmo sem a doença instalada, a ninfa da psila-africana-dos-citrinos - que se alimenta da seiva- é, por si mesma, responsável pela deformação das folhas jovens dos lançamentos, encarquilhando-as, amarelando-as e cobrindo-as de galhas, o que prejudica a frutificação e o desenvolvimento da árvore.

## Caraterísticas
Os adultos, com cerca de 4 mm, são de cor verde claro a castanho escuro. Cada fêmea pode produzir 2.000 ovos ao longo de cerca de 30 dias de vida. Dos ovos nascem as ninfas, que se fixam no verso das folhas dos rebentos. Estas alimentam-se de seiva, injetando toxinas na planta. As picadas de alimentação originam a formação de galhas e deformações nas folhas. Da postura do ovo à eclosão de novo inseto adulto podem decorrer de 40 a 100 dias, dependendo da temperatura. A Trioza erytreae não tem período de hibernação, embora as ninfas não se desenvolvam a temperaturas inferiores a 10 °C. A psila-africana-dos citrinos tem dificuldade em sobreviver em climas com elevado défice de vapor, relacionado com elevada temperatura e baixa humidade atmosférica. Isso faz com que este inseto tenha dificuldade de sobreviver em algumas regiões do interior de Portugal.

## Distribuição
É uma espécie presente na República Democrática do Congo, Camarões, Comores, Etiópia, Quénia, Madagáscar, Malawi, na Maurícia, Ilha de Reunião, Ruanda, África do Sul, Santa Helena, Sudão, Essuatíni, Tanzânia, Uganda, Zaire, Zâmbia e Zimbabué, bem como na Arábia Saudita, Iémen e nos arquipélagos da Madeira e Canárias. É sensível a condições climatéricas quentes e secas e tem preferência por áreas frescas e húmidas, acima dos 500 m de altitude. Introduziu-se recentemente na Península Ibérica  através da Galiza, sem que tenha sido ainda detetada a doença do huanglongbing . A psila-africana-dos-citrinos tem vindo a dispersar-se ao longo da costa, sem penetrar no interior do país, como tinha sido previsto, devido à dificuldade que o inseto tem em suportar temperaturas elevadas, conjugadas com baixa humidade atmosférica .

## Praga agrícola
A psila-africana-dos-citrinos é um organismo de quarentena registado na lista A1 da Organização Europeia de Proteção das Plantas.
A contaminação das plantas pela psila  não  significa necessariamente que a doença esteja instalada. De facto, embora a presença deste inseto tenha sido confirmada na Europa, a doença ainda não foi aí detetada.
As plantas da família das Rutáceas, espontâneas (nomeadamente as espécies Clausena anisata e Vespris undulata) ou cultivadas, são os hospedeiros exclusivos deste inseto. Os limoeiros (Citrus x limon) e as limeiras (Citrus aurantifolia) são as espécies mais afetadas, embora também possa aparecer em laranjeiras, tangerineiras, toranjeiras, cumquatos e outros citrinos dos antigos géneros Fortunella, Poncirus e seus híbridos, Casimiroa, Clausena, Vepris e Zanthoxylum.
A dispersão natural da psila-africana-dos-citrinos não excede os 1,5 km. No entanto, o material vegetal (ramos, folhas, pedúnculos, etc.) proveniente de zonas infetadas, através de enxertias ou utilização de mudas infestadas, pode transportar ovos e/ou ninfas a longas distâncias. O transporte da praga em frutos é considerado pouco provável. O mesmo se aplica, portanto, ao huanglongbing.

### Controlo da praga
Além das medidas profiláticas com o intuito de evitar a dispersão do inseto tanto nas zonas afetadas como nas zonas suscetíveis de ficarem contaminadas (zonas tampão), há medidas que podem ser tomadas se o inseto já estiver instalado numa dada propriedade, começando por  se proceder a podas severas aos rebentos do ano, queimando-se os detritos vegetais pelo fogo ou enterrando-os. Poderá ser feita pelos serviços oficiais colheita prévia de amostra para despiste da bactéria Candidatus Liberibacter spp.
Podem-se realizar tratamentos fitossanitários nessas árvores e com produtos fitofarmacêuticos autorizados, como sejam o tiametoxame, o imidaclopride, o inidaclopride ou a acetamiprida, que devem ser aplicados de modo a cobrir por completo os ramos, repetindo-se a aplicação destes produtos duas a três semanas de acordo com as orientações dos fitofarmacêutico, alternando as substâncias ativas e registando os tratamentos efetuados.
Nas chamadas zonas tampão deve-se ainda permitir a colocação de armadilhas cromotrópicas amarelas pelos serviços oficiais, de modo a detetar qualquer expansão da praga.

## Em Portugal
Os primeiros sintomas desta praga foram observados, em Portugal Continental, em quintais dos concelhos do Porto e Matosinhos, em janeiro de  2015, depois da sua deteção na província de Pontevedra, na Galiza no final de 2014. Antes disso, a presença da psila-africana só tinha sido detetada no espaço administrativo europeu na ilha da Madeira em 1994 e, depois, em 2002, nas Canárias. Em novembro de 2015 foi detetada na região Centro, em Esmoriz.
Em 2020 o Ministério da Agricultura de Portugal organiza uma largada de insetos parasitoides  para combater a praga nos citrinos. As largadas decorreram em freguesias do Centro, Norte e Lisboa até ao início de outubro, na esperança de evitar a sua dispersão para o resto do país e erradicar a praga. Contudo, em Setembro de 2021, foi anunciado que a praga conseguiu expandir-se para Sul, tendo sido encontrados focos de ocorrência no Algarve, designadamente nas freguesias de Aljezur e Vila do Bispo. Mesmo assim, o inseto apesar de se ter dispersado ao longo da costa, em direção ao sul, não tem penetrado no interior do país, como tinha sido previsto, devido à dificuldade que o inseto tem em suportar temperaturas elevadas conjugadas com baixa humidade atmosférica .